# 北総開発鉄道7000形電車
北総開発鉄道7000形電車（ほくそうかいはつてつどう7000がたでんしゃ）は、北総鉄道が所有していた通勤形電車である。

## 概要
1979年（昭和54年）3月9日の第I期線（北初富駅 - 小室駅間）開業前の同年1月に、6両編成3本（18両）が導入された。千葉ニュータウンの入居促進及びマイカーとの協力を図り、利用者の便益を向上させることを前提に開発され、内外装に新機軸を多数取り入れた。
1984年の千葉ニュータウン線（現・北総鉄道北総線）小室 - 千葉ニュータウン中央間開業時には下回りなどを本形式と共通設計とした、住宅・都市整備公団2000形電車（後の千葉ニュータウン鉄道9000形電車）が登場している。
1980年（昭和55年）第20回鉄道友の会ローレル賞受賞。

## 構造

### 車体
骨組を普通鋼とし外板をステンレス鋼としたスキンステンレス構造（ごく一部はオールステンレス構造）を採用した。
外観は、運転席部分がフランス国鉄 (SNCF) で1960年代中盤以降製作されていた電気機関車（CC6500形やBB7200形など）に類似したΣ（シグマ）形の独特な前頭部形状を採用したことから「ゲンコツ電車」・「Σカット」などとも呼ばれる。このスタイルは、本家フランスでは運転席からの下方視界確保よりも運転台計器類などの映り込みを少なくする手法として採用されており、また、空港の管制塔の窓でも採用されているが、本形式では、踏切事故対策としての下方視界の確保のためにこの形状が採用され、特に当初の乗り入れ先である新京成電鉄をはじめとする直通先路線において踏切事故予防に効果を発揮した。もっとも、この構造は多面体の高精度な折り曲げ・溶接加工が要求されるためメーカー泣かせであったと伝えられており、以降日本の鉄道車両での採用例はない。また、前頭部の貫通扉は隙間風の侵入を防ぐため、日本の鉄道車両では異例となる外開き式を採用している。
日本の鉄道車両としては初めて、側面と前面にブルーのカラーフィルムが貼付された。このカラーフィルムは住友スリーエム製で、製作前に難燃性であることを確認し、都営地下鉄浅草線に乗り入れるためのA-A基準をクリアしている。
冷房装置は集約分散式のCU-151を採用した。ニュータウン内では切り通しを走行するため車両を見下ろされる機会が多いことから、美観を兼ねて連続の一体覆いでカバーしている。
2004年7月の社名変更時に、車体側面の社名表記プレートについても「北総鉄道」への変更が上貼り式で行われた。このため、それまでの「北総開発鉄道」の表記が透けて見えるようになった。

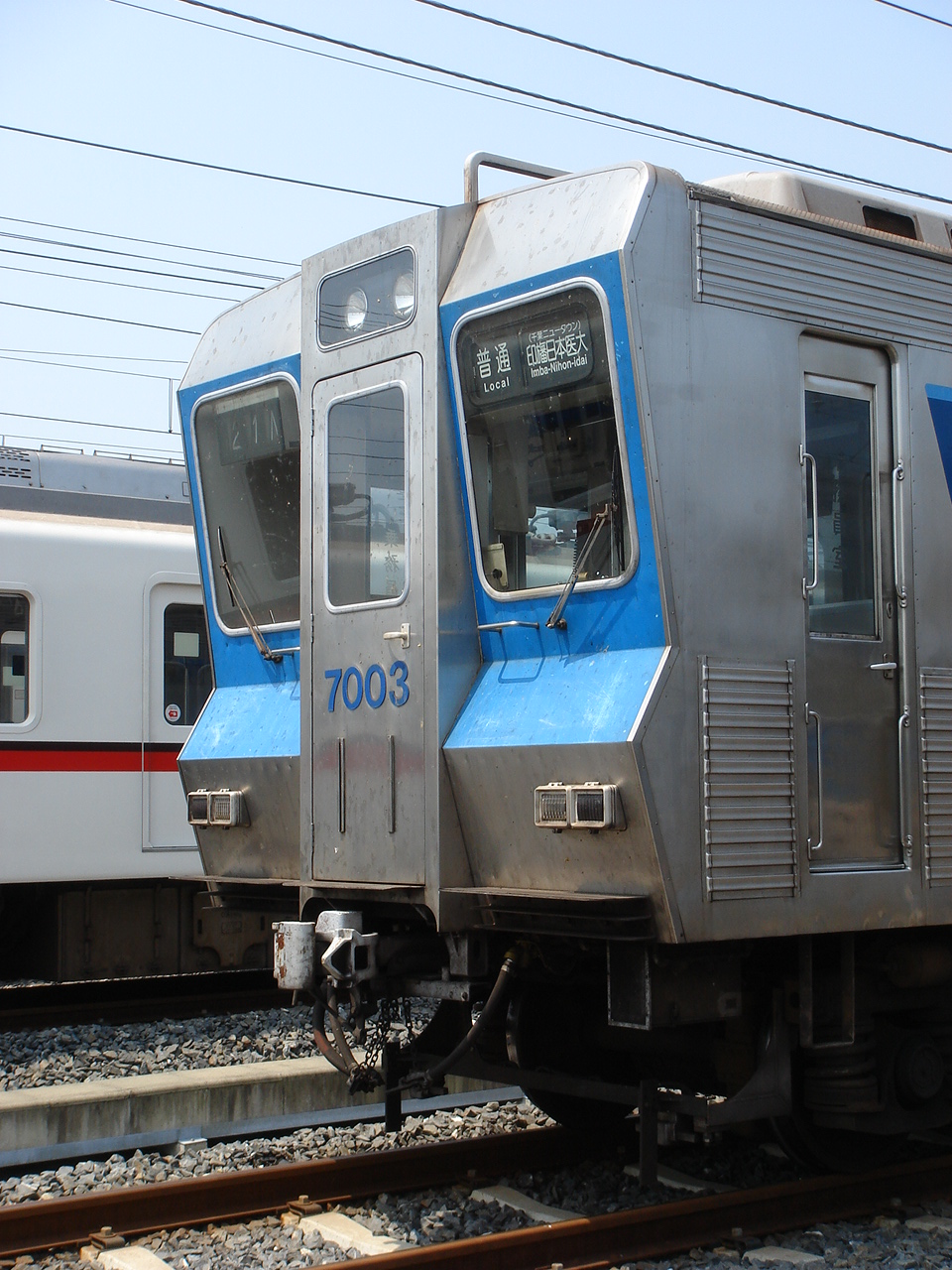
7000形の先頭部分（Σ形）

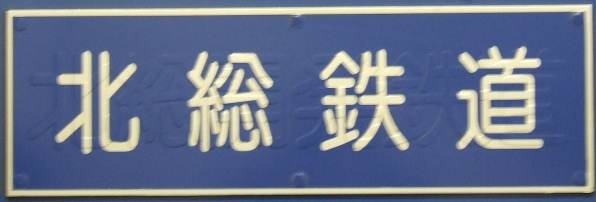
社名プレート
当初は「北総開発鉄道」と表記されていたが、
その上から「北総鉄道」表記のシールが貼付された

### 内装
室内は、模様入りベージュ系のデコラ化粧板に、座席は定員を明確化することを狙ったオレンジ系表地の二人掛け分割ロングシートで、レンガ色の床敷物を使用している。日本の通勤型車両としては異例となるつり革の設置を見送り、代わりに握り棒を設置して対応した。天井は冷房吹き出し口のみで、補助送風機は設置していない。メンテナンスフリーを徹底させる観点から同時期に登場した京急800形と同様に完全空調により側窓の大部分を固定化し、各車4ヶ所に排気扇を設置した。側窓は当時の通勤型車両としては珍しく、熱線吸収ガラスを採用してカーテンを省略した。

### 機器類
走行機器類では、制御装置に東洋電機製造製の界磁チョッパ制御装置を採用し、東洋電機製造製のACRF-H8130-771A（直列15段、並列8段、弱め界磁無段階）を搭載。主電動機は補極補償巻線付き直流複巻とし、7101 - 7104・7111・7112が東洋電機製造製TDK-8640-A、7113・7114・7121 - 7124が三菱電機製MB-3231-AC。端子電圧375V、電流385A、分巻界磁電流24A時出力130kW、定格回転数1,500rpm、最弱め界磁率10%で統一された。駆動装置はTDカルダン、歯車比は85:16（5.31）とした。台車はボルスタ有の円筒案内式で電動車がHS-101、制御車はHS-001である。
走行性能は起動加速度が2.8km/h/s（新京成線松戸発着時代は4M2T）または3.3km/h/s（都営浅草線直通開始後・6M2T）。設計最高速度は120km/hだが、営業最高速度は105km/hであった。
列車無線は1号線共通規格である誘導無線式を搭載。後に乗り入れ先の新京成電鉄が空間波式（SR）列車無線を使用開始した際には追加で搭載した。
7100番台は奇数号車に下枠交差式パンタグラフを、偶数号車にCLG-350S電動発電機 (MG) を、制御車にC-2000M空気圧縮機 (CP) をそれぞれ設置した。

## 運用の変遷

### 第I期線開業後
開業当初の編成は先頭車がTc（制御車）、中間車がM（電動車）で、車両番号は中間車に7100番台、制御車に7000番台が与えられた。構成は以下のとおりである。
←松戸・北初富
7002-7104-7103-7102-7101-7001
7004-7114-7113-7112-7111-7003
7006-7124-7123-7122-7121-7005
運用は暫定的に、新京成電鉄松戸駅 - 北初富駅間に乗り入れる運用がメインで、1984年（昭和59年）3月19日の千葉ニュータウン中央駅開業後は、当時の住宅・都市整備公団所有の2000形（後の9000形）と共通運用とされた。なお、行先表示器の「千葉ニュータウン中央」の駅名表記は当初「ニュータウン中央」だったが、数年後に「千葉ニュータウン中央」に変更された。
宗吾検車区までの回送の際は京成本線を走行しており、通常は入線しなかった北初富駅 - 京成津田沼駅 - 宗吾参道駅という経路であった。

### 第II期線開業後
1991年（平成3年）3月31日の第II期線（京成高砂駅 - 新鎌ヶ谷駅間）開業時より、京成電鉄・都営浅草線・京浜急行電鉄への4社局相互直通運転を開始した。それに伴い、1989年（平成元年）10月から1990年（平成2年）3月にかけて京成・都営・京急乗り入れ対応を中心にした以下の改造を行った。
- つり革を全車両に取り付け。
- 座席の地色をオレンジから京成3600形などと同様のレッドに変更。

1990年12月に車両番号を7200番台とした中間電動車ユニット2両を増備して8両編成化され、以下の編成を組成した。この増備した偶数車に冷房などの補助電源装置としてMGに代えてSIV（静止形インバータ、BS483-B）を搭載した。既存の車両とは側面窓が2段式で上段が開閉可能となった点が異なる。7100番台の車号をもった基本編成の中間電動車と同様に界磁チョッパ制御で制動装置等同一としたが、駆動装置は7100番台の基本編成M車とは異なり6両（各編成中間電動車ユニット2両×3）共WNドライブを採用。主電動機は7100番台でも使用していた三菱電機製MB-3231-ACを搭載した。
←浦賀　　
7002-7104-7103-7202-7201-7102-7101-7001
7004-7114-7113-7204-7203-7112-7111-7003
7006-7124-7123-7206-7205-7122-7121-7005
この時点では先頭車は制御車だったが、乗り入れ開始後に制御電動車化改造をする前提だったので、京急側の特例で乗り入れ可能とした。
1992年7月に新京成電鉄との相互直通運転が廃止となり、不要となった空間波式列車無線は撤去された。

### 先頭車の電動車化改造
当初先頭車は制御車だったが、京急から乗り入れに当たり先頭車を制御電動車化するよう要請を受け、乗り入れ開始後の1992年（平成4年）10月から1993年（平成5年）3月に先頭車の電動車化工事を行い、7100番台のうち末尾2と3の車両を付随車化した。先頭車と7100番台の末尾1と4の車両でユニットを組むようにされた。
1993年夏には千葉ニュータウン方先頭車に空気圧縮機を2台搭載することになり、京成で2年前に廃車となった旧3000形および3300形の更新によって不要となったC-1000形を流用して搭載し、既存のC-2000-M形と並べて設置し連動作動する仕組みとした。空気圧縮機の2台搭載は他社局の車両でよく例を見るが、異種の空気圧縮機2台搭載はあまり例を見ない。

## 廃車

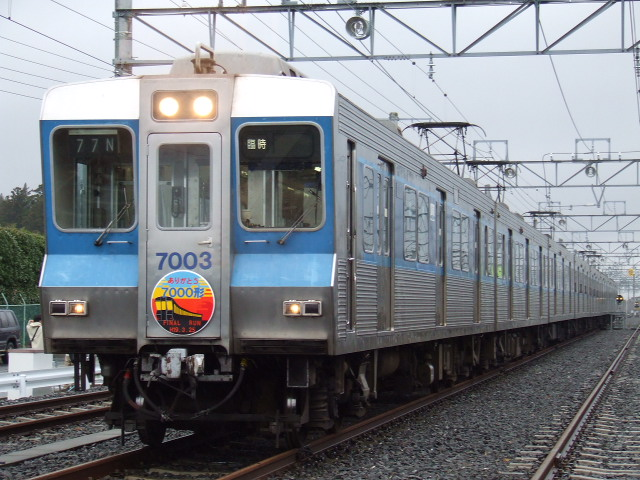
「ありがとう7000形 FINAL RUN」の
ヘッドマークを装着した7000形
（2007年3月25日 / 印旛車両基地）

本形式の車体は表皮だけがステンレスのスキンステンレス構造のため、異種金属接触腐食により鋼製部分の車体が腐食しやすく、7300形（7808編成）・7260形・7500形へ置き換えられることになった。7808編成・7501編成の運用開始に伴い、7002編成が2006年3月20日ごろに運用を離脱、その数日後には7268編成・7502編成の運用開始に伴い7006編成も運用を離脱してそれぞれ廃車された。平成に改元されてから製造された営業用の通勤形車両としては事故車を除き初の廃車事例となった。解体は7月までに印旛車両基地構内で行なわれた。残る7004編成も7503編成の落成により2007年（平成19年）3月に運用離脱し、全車除籍となった。
7004編成の廃車に先立ち、北総鉄道は2007年3月1日から営業運転最終日の14日まで同編成にさよならヘッドマークを装着して運行すること、25日に撮影会と乗車会（印西牧の原駅 - 矢切駅間）を実施することを同年2月20日に発表した。期間中のヘッドマークは「さようなら7000形」（印旛日本医大方先頭車7003号）・「ありがとう7000形」（京成高砂方先頭車7004号）の2種類が用意された。
3月25日のさよなら運転は、印西牧の原駅→矢切駅→印旛車両基地の経路で行われた。ヘッドマークの表記は通常営業運転中と異なり、7003号は「ありがとう7000形 FINAL RUN」、7004号は「北総鉄道 さよなら7000形」であった。
2008年1月まで北総線各駅で販売されていたパスネット（ほくそうパッスルカード）はこの7000形運行終了記念のデザインであった。
現在、7002編成の印旛日本医大方先頭車7001号が唯一現存しており、カバーに覆われた状態で西白井駅構内に保管されている。2022年4・5月、北総鉄道第1期区間開業50周年を記念して15年ぶりにカバーが外されて公開された。それと同時に、北総鉄道は公式Twitter（現X）アカウントにおいて、不採用となった本形式の検討デザイン案を公開した。